# V-280勇敢式

V-280勇敢式是由美國貝爾直升機公司及洛歇·馬丁為美國陸軍的未來垂直起降載具（FVL）計劃而研製的傾轉旋翼機。該計劃於2013年在德州沃思堡舉行的 2013 年美國陸軍航空協會 (AAAA) 年度專業論壇和博覽會上正式公開，2017年12月18日在德州的阿馬里洛首度試飛。

## 研發歷史
2009年，美國國防部提出名為未來垂直起降載具的議案。
2011年10月，未來垂直起降載具被定調為一個戰略計劃，為所有軍種勾劃出下一代垂直起降飛行器具的通用方案。
2013年，貝爾直升機公司宣布其設計的V-280勇敢式傾轉旋翼機被美國陸軍接納而進入未來垂直起降載具的前期階層，與西科斯基(塞考斯基)和波音公司合作研發的[剛性同軸旋翼的複合直升機]SB-1傲視者直升機競逐美國陸軍的「未來遠程攻擊機」。
2022年12月5日，V-280勇敢被美國陸軍選定為「未來遠程攻擊機」（Future Long-Range Assault Aircraft, FLRAA）的獲勝者，將成取代黑鷹直升機。
2022年12月28日，落選的西科斯基母公司洛克希德•馬丁公司提出抗議，使FLRAA的進程被推遲。

2023年4月，政府問責辦公室駁回了洛克希德•馬丁公司的抗議。
2024年4月，V-280通過了初步設計審查，陸軍系統採購審查委員會審查過整個計劃的承受能力、技術可行性、威脅預測和安全、工程、製造、維護和成本風險後，在6月確認V-280開發計劃的已知風險都得到恰當處理。
2024年8月2日，美國陸軍宣布美國陸軍「未來遠程攻擊機」完成了「技術開發階段」，進入關鍵的「工程和製造開發階段」。
預計在整個計劃價值約700億美元（包括對外軍售），並取代約 2,000 架黑鷹通用直升機。

## 設計

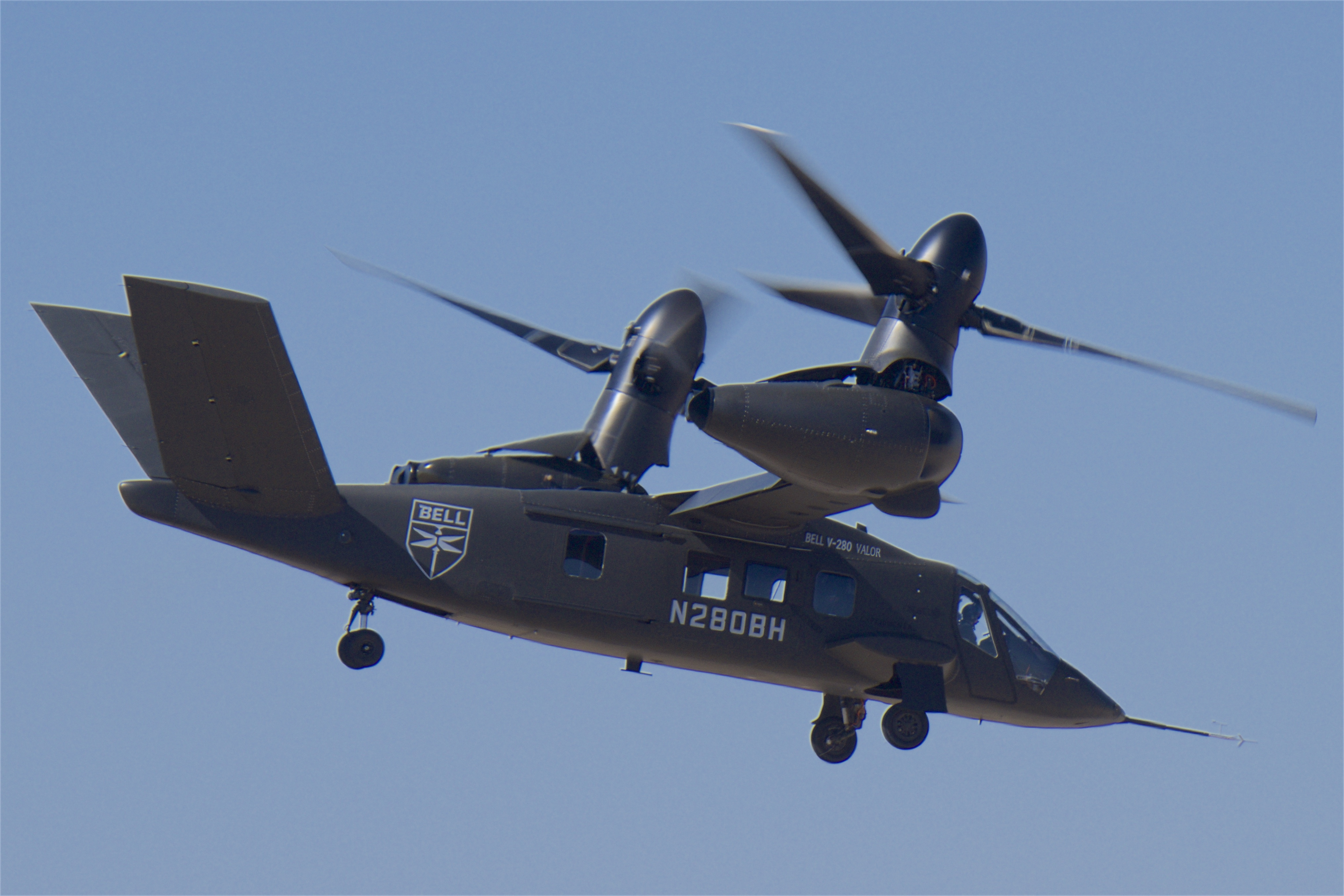
V-280 起飛展示

V-280的設計類似同是貝爾直升機公司研制的V-22，同是傾轉旋翼機設計，旋翼轉軸可以在水平向前與垂直向上之間轉動。轉軸處於水平時，旋翼只產生推力，由固定機翼提供升力，尤如一般固定翼飛機；轉軸處於垂直時，與直升機一樣，全機升力由旋翼提供，以此達致垂直升降能力而又能具有較高航速及較遠航程的性能。
但相比V-22，V-280有一個重要改良之處，就是不論在旋翼轉軸在那個位置，引擎都是固定而不轉動的，只有旋翼改變轉軸方向，引擎轉軸與旋翼轉軸以传动轴連接。此設計優點是：
1. 引擎或旋翼不會像V-22那樣阻檔安裝在機身兩側武器的射角。[11]
2. 高溫的引擎廢氣不會直接排向地面。[11]
3. 改變轉軸時需轉動的只是旋翼的轉軸，不用轉動整個引擎，如此就減輕了轉動接點需承受的應力；減低對對液壓系統輸出功率的要求。[11]

V-280採用後三點可收納起落架，V型尾翼，三餘度線傳飛行控制系統（Fly-By-Wire；FBW），機翼使用碳纖維強化複合材料製成，以減輕重量及生產成本，機體外觀與現有的UH-60黑鷹直升機相似。降落後，機翼離地高於2.1m（7ft），側門闊1.8m（6ft），方便士兵進出。
V-280的設計巡航速度為280節（520km/h；320mph），故命名為V-280。最高速度300節（556km/h；345mph），航程2,100海里（3,900km；2,400mi），作戰半徑500至800海里（930至1490km；580至920mi；）。機組人員人數為2個，可運載14名軍人，承重5,400kg（12,000lb）在承重4,500kg（10,000lb）時可以150節（280km/h；170mph）飛行，能在海拔1,800m（6,000ft）、35℃（95℉）環境中懸停。

## 命名
美國陸軍2025年5月14日在美國陸軍航空協會年度任務解決方案高峰會上宣布，貝爾V-280傾轉旋翼機將被命名為MV-75。